# Jaywick
Jaywick är en by i Essex i England. Byn ligger 44,3 km 
från Chelmsford. Orten har 4 665 invånare (2001).